# Mercedes F1 W04
El Mercedes AMG W04 fue un automóvil monoplaza diseñado y construido por la escudería Mercedes AMG F1 Team para competir en la temporada 2013 de F1. Lo conducía el piloto británico Lewis Hamilton, quien se unió al equipo tras la retirada de Michael Schumacher; y Nico Rosberg, quien permanecía en el equipo por cuarto año. El monoplaza resultó ser bastante más competitivo que sus predecesores aparte de padecer menos problemas de fiabilidad. Junto con el Red Bull RB9, el W04 fue el único monoplaza en obtener poles durante la temporada, además de ser el segundo con más victorias logradas a lo largo del año, con un total de 3. En general, supuso un enorme avance respecto a su predecesor, el W03, y esto quedó reflejado con la obtención del segundo puesto en el Campeonato Mundial de Constructores, superando a Ferrari y Lotus, y por debajo de Red Bull Racing.

## Presentación
El Mercedes F1 W04 fue presentado el 4 de febrero en el Circuito de Jerez en un acto protagonizado por los dos pilotos.. Como de costumbre los colores son iguales al año anterior. Los patrocinadores son Mercedes-Benz, Petronas, MIG Bank, Puma y BlackBerry.

## Resultados
(Clave) (negrita indica pole position) (cursiva indica vuelta rápida)
| Año  | Motor                   | Neu. | N.º | Pilotos        | 1   | 2   | 3   | 4   | 5   | 6   | 7   | 8   | 9   | 10  | 11  | 12  | 13  | 14  | 15  | 16  | 17  | 18  | 19  | Puntos | Pos. |
| ---- | ----------------------- | ---- | --- | -------------- | --- | --- | --- | --- | --- | --- | --- | --- | --- | --- | --- | --- | --- | --- | --- | --- | --- | --- | --- | ------ | ---- |
| 2013 | Mercedes FO 108F 2.4 V8 | P    |     |                | AUS | MYS | CHN | BHR | ESP | MON | CAN | GBR | GER | HUN | BEL | ITA | SIN | RCO | JPN | IND | ABU | USA | BRA | 360    | 2º   |
| 2013 | Mercedes FO 108F 2.4 V8 | P    | 9   | Nico Rosberg   | Ret | 4   | Ret | 9   | 6   | 1   | 5   | 1   | 9   | 19≠ | 4   | 6   | 4   | 7   | 8   | 2   | 3   | 9   | 5   | 360    | 2º   |
| 2013 | Mercedes FO 108F 2.4 V8 | P    | 10  | Lewis Hamilton | 5   | 3   | 3   | 5   | 12  | 4   | 3   | 4   | 5   | 1   | 3   | 9   | 5   | 5   | Ret | 6   | 7   | 4   | 9   | 360    | 2º   |